# 2,5-dimetilfurano
El 2,5-dimetilfurano es un compuesto heterocíclico de fórmula C6H8O. Recientes avances han incrementado su atractivo como biocombustible.

## Producción
Recientes investigaciones han dado lugar a mejores métodos de producción que convierten la glucosa o fructosa en 2,5-dimetilfurano en un proceso catalítico de líquido de biomasa
.

## Potencial como biofuel
El DMF tiene numerosas utilidades como biocombustible. Tiene una densidad de energía un 40% mayor que el etanol, lo cual hace que sea comparable a la gasolina. Es también químicamente estable y, siendo disuelto en agua, no produce contaminación atmosférica. La evaporación del dimetilfurano durante el proceso de producción requiere aproximadamente un tercio menos de energía de la necesaria para hacer evaporar al etanol, aunque tiene un punto de ebullición mayor que el del etanol (78 °C).
La posibilidad de producir rápida y eficazmente dimetilfurano a partir de fructosa o glucosa puede favorecer que el dimetilfurano sea utilizado como biofuel una vez que se hayan realizado pruebas de seguridad. Actualmente el bioetanol y el biodiésel son los principales biofueles líquidos.

## Otros usos
El 2,5-dimetilfurano actúa como limpiador de oxígeno, una propiedad que es utilizada para la determinación de oxígeno en aguas naturales. El mecanismo consiste en una reacción de Diels-Alder seguido de una hidrólisis y, por último, dando diacetileno y peróxido de hidrógeno como productos. Sin embargo, hoy en día se utiliza también 2-furilmetanol para el mismo propósito.
Se ha propuesto que este compuesto sea utilizado como un estándar interno para RMN gracias a sus propiedades intrínsecas. El espector de RMN del 2,5-dimetilfurano tiene dos singletes a un δ 2,2 y 5,8. Los singletes dan integraciones fiables, mientras que las posiciones de los picos no interfieren en la mayoría de los análisis. El compuesto tiene un punto de ebullición de 92 °C, lo cual previene pérdidas evaporíticas; sin embargo, es fácilmente removible.

## Toxicología
El 2,5-dimetilfurano (junto con la 2,5-hexanodiona y el 4,5-dihidroxi-2-hexanona) es uno de los principales metabolitos del hexano en humanos, que juega un papel importante en el mecanismo de neutoxicidad del hexano.
El 2,5-dimetilfurano ha sido identificado como uno de los componentes de los cigarrillos con baja cilatoxicidad. Su concentración sanguínea puede ser usada como biomarcador para el tabaquismo.

## Papel en la industria alimentaria
El 2,5-dimetilfurano se puede formar por la degradación térmica de azúcares, y se ha identificado en cantidades vestigiales como componente de azúcares caramelizados.